# Іоланта (фільм)
«Іоланта» — радянський фільм-екранізація 1963 року однойменної опери П. І. Чайковського, лібрето М. І. Чайковського за драмою данського поета і драматурга Генріка Герца «Дочка короля Рене».

## Сюжет
Сліпа від народження дочка короля Провансу Рене не знає стараннями батька про своє недугу. Вона заручена з герцогом Бургундським Робертом. Батько сподівається повернути зір дочці до весілля, за допомогою мавританського лікаря. У замок прибувають Роберт і його друг — Готфрід Водемон, граф Іссодюна, Шампані, Клерво і Монтаржи. Роберт закоханий в графиню Лотарингії Матильду і хоче просити короля Рене повернути дане йому слово. Водемон бачить сплячу Іоланту, захоплюється нею і просить у короля руки його дочки. Дізнавшись, що Роберт любить іншу, король дає згоду на весілля. Зусилля лікаря не пропали даром: до дівчини повернувся зір, і вона, щаслива, йде під вінець.

## У ролях
- Наталія Рудна (співає Галина Олійниченко) —  Іоланта
- Федір Нікітін (співає Іван Петров) —  Рене
- Юрій Перов (співає Зураб Анджапаридзе) —  Водемон
- Олександр Бєлявський (співає Павло Лисиціан) —  Роберт
- Петро Глєбов (співає Володимир Валайтіс) —  Ебн-Хакіа
- Валентина Ушакова (співає Євгенія Вербицька) —  Март
- Валдемар Зандберг, співає Валерій Ярославцев —  Бертран
- Яніс Філіпсон (співає В. Власов) —  Альмерік
- Валентина Шарикіна (співає Маргарита Міглау) —  Бригіта
- Ольга Амаліна (співає Кіра Леонова) —  Лаура
- Арнольд Мільбретс —  блазень
- Т. Старова —  Матильда

## Знімальна група
- Автор сценарію і режисер-постановник:  Володимир Горіккер
- Оператор:  Вадим Масс
- Художники:  Віктор Шільдкнехт, Герберт Лікумс